# Campeonato Profesional 1968
Il Campeonato Profesional 1968 fu la 21ª edizione della massima serie del campionato colombiano di calcio, e fu vinta dall'Unión Magdalena.

## Avvenimenti
Il campionato cambia formula e abbandona nuovamente il singolo girone all'italiana (come già successo nel 1957), stavolta in favore del sistema di Apertura e Clausura (il Clausura è qui denominato Torneo Finalización). Ciascun torneo qualifica la prima classificata alla finale per il titolo nazionale. L'introduzione dei tornei brevi – ciascuna fase prevede andata e ritorno, mentre i campionati precedenti erano giocati su 2 turni d'andata e 2 di ritorno – favorì le squadre meno blasonate, che in campionati più brevi avevano maggiori occasioni di raggiungere la parte alta della classifica. L'Unión Magdalena vinse il primo (e finora unico) titolo della sua storia.

## Partecipanti
- América de Cali
- Atlético Bucaramanga
- Atlético Junior
- Atlético Nacional
- Cúcuta Deportivo
- Deportes Quindío
- Deportes Tolima
- Deportivo Cali
- Deportivo Pereira
- Independiente Medellín
- Millonarios
- Once Caldas
- Santa Fe
- Unión Magdalena

## Torneo Apertura
|  | Pos. | Squadra                | Pt | G  | V  | N  | P  | GF | GS | DR  |
|  | ---- | ---------------------- | -- | -- | -- | -- | -- | -- | -- | --- |
|  | 1.   | Unión Magdalena        | 38 | 26 | 15 | 8  | 3  | 52 | 30 | +22 |
|  | 2.   | Deportivo Cali         | 36 | 26 | 14 | 8  | 4  | 55 | 34 | +21 |
|  | 3.   | Millonarios            | 35 | 26 | 14 | 7  | 5  | 56 | 31 | +25 |
|  | 4.   | Atlético Junior        | 35 | 26 | 14 | 7  | 5  | 54 | 31 | +23 |
|  | 5.   | Santa Fe               | 32 | 26 | 13 | 6  | 7  | 57 | 42 | +15 |
|  | 6.   | América de Cali        | 31 | 26 | 11 | 9  | 6  | 43 | 28 | +15 |
|  | 7.   | Independiente Medellín | 28 | 26 | 8  | 12 | 6  | 26 | 27 | -1  |
|  | 8.   | Deportivo Pereira      | 25 | 26 | 8  | 9  | 9  | 37 | 38 | -1  |
|  | 9.   | Once Caldas            | 23 | 26 | 8  | 7  | 11 | 37 | 43 | -6  |
|  | 10.  | Atlético Bucaramanga   | 21 | 26 | 9  | 3  | 14 | 36 | 37 | -1  |
|  | 11.  | Deportes Quindío       | 18 | 26 | 5  | 8  | 13 | 34 | 59 | -25 |
|  | 12.  | Atlético Nacional      | 16 | 26 | 5  | 6  | 15 | 24 | 47 | -23 |
|  | 13.  | Cúcuta Deportivo       | 14 | 26 | 2  | 10 | 14 | 26 | 54 | -28 |
|  | 14.  | Deportes Tolima        | 12 | 26 | 4  | 4  | 18 | 26 | 62 | -36 |

Legenda:
         Qualificato alla finale nazionale.
Note:
Due punti a vittoria, uno a pareggio, zero a sconfitta.

## Torneo Finalización
|  | Pos. | Squadra                | Pt | G  | V  | N  | P  | GF | GS | DR  |
|  | ---- | ---------------------- | -- | -- | -- | -- | -- | -- | -- | --- |
|  | 1.   | Deportivo Cali         | 38 | 26 | 14 | 10 | 2  | 50 | 27 | +23 |
|  | 2.   | América de Cali        | 36 | 26 | 15 | 6  | 5  | 46 | 26 | +20 |
|  | 3.   | Atlético Junior        | 35 | 26 | 16 | 3  | 7  | 55 | 37 | +18 |
|  | 4.   | Millonarios            | 32 | 26 | 12 | 8  | 6  | 46 | 32 | +14 |
|  | 5.   | Once Caldas            | 29 | 26 | 11 | 7  | 8  | 47 | 42 | +5  |
|  | 6.   | Atlético Bucaramanga   | 29 | 26 | 12 | 5  | 9  | 38 | 36 | +2  |
|  | 7.   | Santa Fe               | 26 | 26 | 10 | 6  | 10 | 45 | 47 | -2  |
|  | 8.   | Independiente Medellín | 25 | 26 | 9  | 7  | 10 | 32 | 36 | -4  |
|  | 9.   | Atlético Nacional      | 24 | 26 | 9  | 6  | 11 | 34 | 29 | +5  |
|  | 10.  | Unión Magdalena        | 23 | 26 | 9  | 5  | 12 | 34 | 45 | -11 |
|  | 11.  | Cúcuta Deportivo       | 22 | 26 | 6  | 10 | 10 | 27 | 29 | -2  |
|  | 12.  | Deportes Tolima        | 17 | 26 | 5  | 7  | 14 | 25 | 44 | -19 |
|  | 13.  | Deportivo Pereira      | 16 | 26 | 3  | 10 | 13 | 38 | 51 | -13 |
|  | 14.  | Deportes Quindío       | 12 | 26 | 5  | 2  | 19 | 25 | 61 | -36 |

Legenda:
         Qualificato alla finale nazionale.
Note:
Due punti a vittoria, uno a pareggio, zero a sconfitta.

## Spareggio per il 3º posto

### Andata
| Arbitro: | Vallejo |

|                              |           |           |
| E. Fernández 23’ Lizcano 47’ | Marcatori | 30’ Tovar |

### Ritorno
| Arbitro: | Gómez |

|                                          |           |                                  |
| Solano 27’ Pérez 38’ Pardo 43’ Tovar 53’ | Marcatori | 20’ García 26’, 60’, 70’ Carotti |

## Finale

### Andata
| Arbitro: | Canessa |

|          |            |                    |
|          | Marcatori  | 50’ (rig.) Palacio |
| Villegas | Allenatori | De La Hoz          |

### Ritorno
| Arbitro: | Delgado |

|                            |            |                        |
| Peñaranda 9’ Rodríguez 84’ | Marcatori  | 28’ Iroldo 34’ Ramírez |
| De La Hoz                  | Allenatori | Villegas               |

## Statistiche

### Classifica marcatori
| Gol |  |  | Giocatore             | Squadra              |
| --- |  |  | --------------------- | -------------------- |
| 33  |  |  | José María Ferrero    | Millonarios          |
| 25  |  |  | Alfonso Cañón         | Santa Fe             |
| 25  |  |  | Jorge Ramírez Gallego | Deportivo Cali       |
| 24  |  |  | Walter Sossa          | Atlético Bucaramanga |
| 23  |  |  | Benicio Ferreyra      | Deportivo Cali       |
| 22  |  |  | Oscar Ochaizpur       | Once Caldas          |
| 21  |  |  | Pedro Prospitti       | Santa Fe             |
| 20  |  |  | Julio Sanlorenzo      | Cúcuta Deportivo     |
| 18  |  |  | Roberto Álvarez       | Deportivo Cali       |
| 17  |  |  | Juan Carlos Lallana   | Deportivo Cali       |